# Karen Díaz Medina
Karen Janett Díaz Medina (Aguascalientes, 10 de noviembre de 1984) es una árbitra mexicana reconocida por ser una de las seis mujeres árbitras que participaron en el Copa del Mundo de Catar 2022.

## Trayectoria
Desde 2009 se desempeña como arbitra asistente. Debutó en 2016 en la liga MX en el partido Pachuca contra León.
Destaca su participación en seis partidos en la liga MX y tres internacionales: En 2018 en los Juegos Centroamericanos, en Barranquilla y en el Premundial Sub-20, en el 2019 en el Premundial Sub-17, ambas de la Concacaf.
En 2018, recibió el Gafete FIFA, por primera vez.
La mejor juez, galardonada por el Premio Nacional del deporte
Según el presidente del comité de árbitros de la FIFA, Pierluigi Collina, declaró que con esta participación femenil: 

se concluye un largo proceso que comenzó hace varios años con el despliegue de árbitros mujeres en torneos junior y de la FIFA.

### Internacional
- Es la única árbitra mexicana que participa en el Mundial Catar 2022.[5]
- Por primera vez en la historia del mundial varonil, el grupo de árbitras contará con la participación de una asistente mexicana.[3]
- Su primera participación en el Mundial de Catar 2022, fue en el partido entre Marruecos contra Croacia, partido en el cual fue asistente de reserva.[6]
- En el partido de Costa Rica contra Alemania, fue una de las dos jueces de línea, que estuvo en el campo de juego en el Mundial de Catar 2022.[7]

Fue la primera vez que en la historia de los mundiales varoniles, se tuvo la participación de mujeres como árbitros en el campo de fútbol.